# Sarah Dines
Sarah Elizabeth Dines é uma política do Partido Conservador britânico. Ela é membro do parlamento (MP) por Derbyshire Dales desde as eleições gerais de 2019. Ela é a atual Secretária Privada Parlamentar do Secretário de Estado da Irlanda do Norte.
Dines foi escolhida para suceder o colega conservador Patrick McLoughlin.
Em dezembro de 2020, o Sunday Times publicou um artigo dizendo que Dines estava a reivindicar despesas com acomodação em hotel localizado perto do seu escritório parlamentar, apesar de possuir seis casas no total, no valor de aproximadamente £ 5 milhões de libras. O jornal acusou Dines de "cobrar do contribuinte milhares de libras por estadias regulares num hotel quatro estrelas".